# Glassellia costaricana
Glassellia costaricana is een krabbensoort uit de familie van de Pinnotheridae. De wetenschappelijke naam van de soort is voor het eerst geldig gepubliceerd in 1982 door Wicksten.